# شيلدون غينز
شيلدون غينز (بالإنجليزية: Sheldon Gaines)‏ هو لاعب كرة قدم أمريكية أمريكي، ولد في 22 أبريل 1964 في لوس أنجلوس في الولايات المتحدة.

## وصلات خارجية
- شيلدون غينز على موقع مرجع كرة القدم المحترفة.كوم (الإنجليزية)